# 경기도자박물관
경기도자박물관은 경기도 광주시에 있는 박물관이다. 조선시대 500년간 왕실용 도자기를 생산했던 관요의 고장 경기도 광주에 위치하고 있다. 광주 관요는 물론 경기도에 소재하는 초기 청자 및 백자에서부터 근·현대 도자에 이르기까지 유무형 자료의 수집, 보존, 연구, 전시를 목적으로 설립되었다. 나아가 한국 도자기의 역사와 전통에 대한 일반의 이해를 증진시키기 위해 경기도내 도자관련 유적, 유물뿐만 아니라 한국도자기의 태동에서 현대까지 장인들의 예술성과 우수한 공예 기술로 제작된 중요 유물 및 작품들을 전시하고, 지역문화 유산의 보고로서의 역할을 다하기 위해 다양한 프로그램을 운영하고 있다.

## 연혁
- 2001. 6. 28 광주조선관요박물관 준공
- 2001. 8. 10 개관, 세계도자기엑스포 2001 경기도 개최
- 2002. 3. 14 상설운영 실시
- 2003. 2. 28 도자전문 1종 박물관 등록(문광부)
- 2003. 12. "문화재지표조사 전문기관" 지정(문화재청)
- 2004. 5. ICOM(국제박물관협의회) 등록
- 2004. 8. 3 1층 "도자문화실" 개관
- 2004. 11. "학예사 경력인증기관" 지정(문광부)
- 2006. 7. "문화재발굴조사 전문기관" 지정(문화재청)
- 2007. 1. 분원백자자료관 운영
- 2007. 6. "국가귀속유물 위탁관리기관" 지정
- 2008. 3. 1 (재)세계도자기엑스포에서 (재)경기문화재단으로 관리전환
- 2008. 7. "경기도자박물관"으로 명칭 변경, 박물관연구지원센터(사무동) 신축 이전
- 2009. 1. 경기도자박물관 심볼 및 로고(M.I) 제정
- 2011. 6. 1 (재)경기문화재단에서 (재)한국도자재단으로 관리전환
- 2013. 5. 10 곤지암도자공원 개장
- 2014. 10. 1 문화사업본부 경기도자박물관으로 개편

## 시설 현황
- 2층 상설전시실
- 1층 도자문화실, 기획전시실

## 관람 안내
- 관람시간: 10:00 ~ 18:00 (관람종료 1시간전 입장)
- 휴관일: 매년 1월 1일, 매주 월요일 (비엔날레 기간은 무휴)
- 국가에서 정한 국경일과 겹치는 경우는 그 다음 날 휴무

## 같이 보기
- 대한민국의 박물관과 미술관 목록